# Wessel Jooste

a Compétitions nationales et continentales officielles uniquement.

Dernière mise à jour le 2 novembre 2021.
 Wessel Jooste, né le 12 juillet 1983, est un joueur de rugby à XV sud-africain. Il occupe les postes de deuxième ligne ou de troisième ligne (1,95 m, 110 kg).

## Biographie
À l'âge de 17 ans il signe son premier contrat professionnel avec les Lions après être entré en Équipe d'Afrique du Sud des moins de 16 ans puis des moins de 19 ans avec qui il arrive 3e à la Coupe du Monde 
Wessel Jooste arrive en France à Aix-en-Provence en Pro D2 où il ne reste qu’une seule saison,pour 28 matchs joués.
Il s’engage avec le CS Bourgoin-Jallieu en 2005 qui évolue en Top 14, il en sera le capitaine, et poursuivra avec son club de cœur après la descente de celui-ci en pro d2. Il disputera son dernier match avec le CS Bourgoin-Jallieu le 12 mai 2012 contre Dax, acclamé au coup de sifflet final par tout un stade qui salua un "enfant de berjallie".
Wessel Jooste a été engagé du côté des Leicester Tigers à la suite d'une période d’essai comme l'a indiqué le club le 26 septembre 2012.
Il s'engage le 19 février 2013 jusqu'à la fin de la saison en tant que joker médical avec le Castres olympique pour pallier le forfait de son compatriote Pedrie Wannenburg.
Le joueur Sud-Africain Wessel Jooste est arrivé le 19 février 2013 à Castres en tant que joker médical de Pedrie Wannenburg (durant toute son indisponibilité).
À la fin de la saison 2012-2013, Castres n'a pas souhaité conserver son joker médical.
Le SU Agen, équipe descendue en PRO D2, l'a recruté de 2013 à 2015. Lors de la saison 2015-2016, il arrête sa carrière sportive professionnelle. Depuis le 20 mai il est entraîneur- joueur à l'US Nérac.

## Carrière

### En club
- 1998-2003 : Lions
- 2004-2005 : Aix-en-Provence , (Pro D2)
- 2005-2012 : CS Bourgoin-Jallieu , (Top 14)
- 2012-Février 2013 : Leicester , (Premiership)
- Février-juin 2013 : Castres Olympique , (Top 14)
- 2013-2015 : SU Agen LG , (Pro D2)
- 2015-2018 : US Nérac

### En équipe nationale
- International sud-africain des –19 ans puis des -21 ans

## Palmarès

### En Club
- Champion Craven Week 2001
- Finaliste u/20 Currie Cup South Africa 2003
- Finaliste du Challenge Européen en 2009
- Champion de France Top14 2013
- Vainqueur Finale Pro D2 2015

### En Équipe Nationale
- 3e de la Coupe du Monde de rugby des moins de 19 ans avec l'Afrique du Sud

### En tant qu'entraineur
Champion de France Crabos SUA 2014
Champion du Périgord-Agenais Honneur US Nerac 2016